# Severino Menardi
Severino Menardi, né le 9 septembre 1910 à Cortina d'Ampezzo et mort dans cette même ville le 13 janvier 1978, est un skieur italien pratiquant le fond, le combiné nordique, Saut à ski et le ski alpin. Il a participé aux Jeux olympiques d'hiver de 1932 et de 1936.   

## Biographie
Sportif militaire, il est membre du club des Fiamme Gialle.
En 1932, il finit 21e de l'épreuve du combiné nordique et 27e de la compétition de saut à ski.  Il a également participé aux 18 km de ski de fond, dont il a terminé 34e. 
Quatre ans plus tard, il est membre de l'équipe de relais italienne, qui a terminé quatrième de la compétition de relais 4x10 km.  Au 18 km, il a terminé 16e et lors du combiné nordique, il a terminé 20e. Il remporte au total neuf titres de champion d'Italie dans les différentes disciplines du ski.

## Palmarès

### Ski de fond
- 1933 : 2e du championnat d'Italie , 18 km
- 1935 : 3e du championnat d'Italie, 18 km
- 1938 : champion d'Italie sur 18 km

### Combiné nordique
- 1933 : champion d'Italie
- 1934 : champion d'Italie
- 1936 : champion d'Italie

### Ski alpin
- 1931 : champion d'Italie de descente, slalom et combiné.
- 1934 : champion d'Italie du combiné.
- 1935 : champion d'Italie de descente.